# پرچم جورجیا
پرچم جورجیا در ۸ مه ۲۰۰۳ پذیرفته شد.